# Caldera Lauca
La caldera Lauca es una caldera en la Región de Arica y Parinacota de Chile. Está ubicada en la Cordillera Occidental, en el valle del río Lauca. La caldera elíptica tiene una extensión este-oeste de 23 km y 50 km en dirección norte-sur, enterrado bajo el complejo volcánico Vilañuñumani-Tejene del Mioceno tardío en el norte y terminando en el cerro Chucal en el sur. La ignimbrita Oxaya de 21 millones de años se origina en la caldera. El borde oriental de la caldera está enterrado bajo ignimbritas y depósitos más jóvenes, pero se encuentra al este del volcán Guallatiri. Una falla del Oligoceno marca el borde occidental de la caldera.
La caldera está rellena de hasta 700 metros de espesor con 630 km cúbicos de ignimbrita. Las rocas tienen un contenido variable de SiO 2 del 58 al 73%. Una muestra de ignimbrita de Lauca es más joven que la caldera Lauca.
Forma uno de los centros volcánicos más antiguos de la región de Payachata, junto con el complejo volcánico Ajoya - Choquelimpie y las cúpulas de Caquena, mientras que Pomerape y Parinacota son centros volcánicos más recientes.